# Krahberg
Krahberg je naselje v Občini Trg v Okraju Trg na Koroškem v Avstriji.